# Женщина с…
«Женщина с...» (пол. Kobieta z..) — фильм польских режиссёров Малгожаты Шумовской и Михала Энглерта с Малгожатой Хаевской-Кшиштофик и Иоанной Кулиг в главных ролях. Его премьера состоялась на 80-м Венецианском кинофестивале 8 сентября 2023 года.

## Сюжет
Главный герой фильма — 45-летний мужчина, живущий в маленьком польском городке. Он вдруг понимает, что ему не нравится его тело.

## В ролях
- Малгожата Хаевская-Кшиштофик
- Иоанна Кулиг

## Премьера и восприятие
Фильм показали на 80-м Венецианском кинофестивале 8 сентября 2023 года. Он был включён в основную программу, но остался без призов.